# Sundet, Malax
Sundet är ett sund i Finland. Det ligger i landskapet Österbotten, i den sydvästra delen av landet, 400 km nordväst om huvudstaden Helsingfors.
Sundet ligger mellan fastlandet i öster och öarna Hallongrund, Svartören, Trutören, Sperringsbådan och Söderskäret i väster. Den ansluter i norr till Stenskärsfjärden och i söder till Österfjärden vid Kråkgrund i söder.